# گیملت میدیا
گیملت میدیا ال‌ال‌سی (انگلیسی: Gimlet Media LLC) یک شرکت رسانه دیجیتال و شبکه پادکست است که بر تولید پادکست‌های روایتی متمرکز است و دفتر مرکزی آن در بروکلین، نیویورک است. این شرکت در سال ۲۰۱۴ توسط الکس بلومبرگ و «متیو لیبر» تأسیس شد که به ترتیب به عنوان مدیرعامل و رئیس شرکت تا زمان کناره‌گیری لیبر در سال ۲۰۲۲ فعالیت می‌کردند. در فوریه ۲۰۱۹، اسپاتیفای اعلام کرد که برای خرید گیملت به مبلغ ۲۳۰ میلیون دلار، یک توافق قطعی منعقد کرده‌است.